# Syntrichia serrata
Syntrichia serrata är en bladmossart som beskrevs av Richard Henry Zander 1993. Syntrichia serrata ingår i släktet skruvmossor, och familjen Pottiaceae. Inga underarter finns listade i Catalogue of Life.